# Вовчі гори (Чернігівська область)
Вовчі Гори - хутір Остерського району, Чернігівської області. Виселений задля побудови Київського водосховища на поч. 1960-х років. 
В серпні-вересня 1941 року місця тяжких боїв за Окунинівський плацдарм між військами СРСР та Німеччини.